# Manuel Carpentier
Pour les articles homonymes, voir Carpentier.
Manuel Carpentier, né le 15 octobre 1959 à Calais, est un joueur de rugby à XV, qui a joué avec l'équipe de France de 1980 à 1982, évoluant au poste de troisième ligne centre au Stade montois et au FC Lourdes (1,98 m pour 100 kg). Il a porté également les couleurs de La Teste. 

## Carrière
Il a disputé son premier test match le 2 février 1980, contre l'Équipe d'Angleterre, et son dernier test match fut contre l'Équipe d'Écosse, le 6 mars 1982.
Il a disputé deux matchs du grand Chelem de 1981.

## Palmarès
En sélection
- Sélections en équipe nationale : 8
- Sélections par année : 3 en 1980, 3 en 1981, 2 en 1982
- Tournois des Cinq Nations disputés : 1980, 1981, 1982
- Grand Chelem en 1981

Avec le FC Lourdes
- Challenge Yves du Manoir :
  - Vainqueur (1) : 1981